# شون ميخائيل ويلسون
شون ميخائيل ويلسون (بالإنجليزية: Sean Michael Wilson)‏ هو كاتب بريطاني، ولد في القرن العشرين.